# Begraafplaats van Quiévrechain
De Begraafplaats van Quiévrechain is een gemeentelijke begraafplaats in de gemeente Quiévrechain in het Franse Noorderdepartement. De begraafplaats ligt aan de Rue Jean Mermoz, vlak bij de Belgische grens op 230 m ten noorden van het gemeentehuis. Ze heeft een langwerpig grondplan en bestaat uit een oud gedeelte dat omgeven wordt door een muur van betonplaten, en een jongere uitbreiding dat ook wordt afgebakend door groene heesters. Er zijn twee toegangen die worden afgesloten door een tweedelig traliehek. 
Op de begraafplaats staat een gedenkzuil voor de slachtoffers van de verschillende conflicten in de voormalige Franse kolonies. Voor de hoofdingang staat een monument voor de gesneuvelde gemeentenaren uit de beide wereldoorlogen. Achteraan dit monument hangt een gedenkplaat voor de slachtoffers van de explosie in een munitiedepot op 1 juni 1918.

## Britse oorlogsgraven
Op de begraafplaats ligt een perk met 6 Britse militaire graven uit de Eerste Wereldoorlog. Het zijn de graven van 6 Canadezen die sneuvelden gedurende het geallieerde eindoffensief in de laatste twee weken van de oorlog. Hun graven worden onderhouden door de Commonwealth War Graves Commission en zijn daar geregistreerd onder Quievrechain Communal Cemetery.
- A. Yorkston, korporaal bij het Canadian Machine Gun Corps werd onderscheiden met de Military Medal (MM).